# ヴラジーミル州の行政区画
ヴラジーミル州の行政区画（ヴラジーミルしゅうのぎょうせいくかく）では、ロシア連邦、ヴラジーミル州の行政区画について記述する。

## 行政区画
ヴラジーミル州は5つの町、16の地区から構成される。
- 町 (政府の直轄)
  - ラードゥジヌイ (Радужный)
- 町 (ヴラジーミル州の管轄下)
  - ウラジーミル (Владимир) (行政中心地)
  - グシ＝フルスタリヌイ (Гусь-Хрустальный)
  - コヴロフ (Ковров)
  - ムーロム (Муром)
- 地区(ラヨン)
  - アレクサンドロフ地区 (Александровский)
  - ゴロホヴェツ地区 (Гороховецкий)
  - グシ＝フルスタリヌイ地区 (Гусь-Хрустальный)
  - カメシコヴォ地区 (Камешковский)
  - キルジャチ地区 (Киржачский)
  - コリチューギノ地区 (Кольчугинский)
  - コヴロフ地区 (Ковровский)
  - メレンキ地区 (Меленковский)
  - ムーロム地区 (Муромский)
  - ペトゥシキ地区 (Петушинский)
  - セリヴァノヴォ地区 (Селивановский)
  - ソビンカ地区 (Собинский)　
  - スドグダ地区 (Судогодский)
  - スーズダリ地区 (Суздальский)
  - ヴャズニキ地区 (Вязниковский)
  - ユーリエフ＝ポリスキー地区 (Юрьев-Польский)